# Réservoir de Vyatcheslavskoie
Le réservoir de Vyatcheslavskoie (en russe : Вячеславское) (50° 58′ 55″ N, 72° 13′ 24″ E) est une retenue d'eau du Kazakhstan située sur le cours supérieur de la rivière Ichim, à environ 50 kilomètres en amont de la capitale Astana. 
Cette retenue a été formée par un barrage construit en 1969 et destiné à régulariser le cours supérieur de la rivière, ainsi qu'à produire de l'énergie électrique. Elle permet d'assurer l'alimentation en eau et l'irrigation de zones agricoles de la région.
Depuis 2002, un prolongement du canal Irtych-Karaganda est en cours de réalisation pour y amener des quantités d'eau supplémentaires provenant de l'Irtych, afin de satisfaire les besoins croissants de la ville d'Astana en eau, et d'améliorer la navigabilité de certaines parties de la rivière aux environs de la capitale.
Le réservoir a une longueur de 11 kilomètres, tandis que sa largeur atteint 10 kilomètres. Ainsi sa superficie s'élève à 61 km².
Sa profondeur maximale est de 25 mètres, et le volume d'eau est de 411 millions de m³. 